# Não terás outros deuses além de Mim
"Não terás outros deuses diante de Mim" (Bíblia King James (BKJ)), também "Não terás outros deuses além de Mim" (BJ), (hebraico לא יהיה־לך אלהים אחרים על־פני, transliteração neolatino) Lo' lecha- yihyeh 'elohim 'acherim panay-'al = "Não haverá [outros] deuses para ti, perante A Minha Face"), é o "Segundo Mandamento da Lei de Javé Deus, na ordem talmúdica, como ela foi dada a Moisés no Monte Sinai, em duas ocasiões (a primeira, relatada em Êxodo 20: 1–17, e a segunda, em Deuteronômio 5: 4–21), que estabelece a natureza exclusiva da relação entre a nação de Israel e Javé, O Deus de Israel, que Ele iniciou, após libertar os israelitas da escravidão através das pragas do Egito e do Êxodo, dando, pois, seguimento a "Os Dez Mandamentos", que são amplamente acolhidos como imperativos espirituais e morais por biblistas, estudiosos, historiadores e teólogos, tanto cristãos como judeus, e que se consideram, em vasta maioria, como aplicáveis ao povo de Javé Deus também na "Era da Graça", colimados por Jesus Cristo nos Dois Mandamentos do Amor, que são Um Só.
Esse segundo mandamento talmúdico da Lei Mosaica tem seu seguimento no versículo seguinte ("Não farás para ti imagem de escultura") e ambos coíbem a idolatria, que significa, em compreensão bíblica, "tudo aquilo que possa desviar a adoração e a atenção exclusivas a'O Senhor Javé Deus, muito embora seu escopo seja essencialmente mais abrangente, mais amplo que o do terceiro mandamento, mais específico. Considera-se que, em sentido geral, idolatria seja a oferta de algum tributo [de honra] a algo criado [portanto, um "ídolo"). Nos tempos antigos, oportunidades para participar na homenagem ou adoração de outras divindades, abundantes. Conforme o Livro de Deuteronômio, os israelitas foram estritamente advertidos a não adotar nem adaptar qualquer das práticas religiosas dos povos ao seu redor. Contudo, a história do povo de Israel até o cativeiro babilônico reflete a violação desse segundo mandamento e suas conseqüências, pela adoração de "deuses estrangeiros". Grande parte da pregação bíblica da época de Moisés para o exílio orienta a escolha da adoração exclusiva a Javé Deus, em lugar de aos falsos deuses. O exílio babilônico parece ter sido um ponto de virada, após o qual o povo judeu como um todo tornou-se fortemente monoteísta e disposto a lutar batalhas (como a Revolta dos Macabeus) e enfrentar o martírio antes de homenagear qualquer outro deus.
A declaração-oração "Shemá Israel" e o conjunto de bênçãos e maldições decorrentes revelam a intenção do mandamento de incluir o amor sincero a'O Único e Verdadeiro Deus, e não apenas meramente o reconhecimento ou observância exteriores. Nos Evangelhos, Jesus Cristo cita o "Shemá Israel" como O Maior Mandamento, e os apóstolos, depois d'Ele, pregaram que aqueles que seguem a Jesus Cristo devem abandonar os ídolos. O Catecismo católico e também os teólogos da Reforma e pós-Reforma têm ensinado que o mandamento aplica-se aos tempos modernos e proíbe a adoração tanto de "ídolos físicos" (imagens de escultura), como a busca de atividade ou orientação espiritual de qualquer outra fonte (astrólogos, magos etc.), bem como o foco em prioridades temporais, como desejos (comida, prazer físico), trabalho e dinheiro, por exemplo. O Catecismo católico elogia aqueles que se recusam até mesmo simular tal adoração num contexto cultural, uma vez que "o dever de oferecer adoração autêntica a Deus deve ser a preocupação do homem, como indivíduo e como ser social".

## Os Dez Mandamentos
Diferentes tradições religiosas, não apenas judaicas ou só cristãs, apresentam os dezessete versículos de Êxodo 20: 1–17 e seus correspondentes versículos em Deuteronômio 5: 4–21  divididos e organizados em "dez mandamentos" ou "ditos" em modos diferentes, mostrados na tabela abaixo. Alguns sugerem que "o número dez" é uma opção para auxiliar a memorização, em vez de uma questão de teologia, embora essa organização decenal mostre coesão interna, concordância e consistência temática a justificá-la.
| LXX | FDA | SPT | TAV | AHV | CRV | LTV | PRC | Mandamento (artigo principal)                                                                 | Ex 20:1-17                                          | Dt 5:6-21                                           | Judaísmo                                            | Catol-"R"                                           | Catol-"O"                                           | Prot-"G"                                            |
| --- | --- | --- | --- | --- | --- | --- | --- | --------------------------------------------------------------------------------------------- | --------------------------------------------------- | --------------------------------------------------- | --------------------------------------------------- | --------------------------------------------------- | --------------------------------------------------- | --------------------------------------------------- |
| —   | —   | —   | 1   | —   | 1   | —   | (1) | Eu Sou Javé, o SENHOR, teu Deus, que te fez sair da terra do Egito, da casa da escravidão![1] | 2                                                   | 6                                                   | 1                                                   | 1                                                   | 1                                                   | 1                                                   |
| 1   | 1   | 1   | 2   | 1   | 1   | 1   | 1   | Não terás outros deuses além de Mim[1]                                                        | 3                                                   | 7                                                   | 2                                                   | 1                                                   | 1                                                   | 1                                                   |
| 2   | 2   | 1   | 2   | 1   | —   | 1   | 2   | Não farás para ti imagem de escultura[1]                                                      | 4–6                                                 | 8–10                                                | 2                                                   | 1                                                   | 2                                                   | 2                                                   |
| 3   | 3   | 2   | 3   | 2   | 2   | 2   | 3   | Não pronunciarás em vão o Nome de Javé, o SENHOR teu Deus[1]                                  | 7                                                   | 11                                                  | 3                                                   | 2                                                   | 3                                                   | 3                                                   |
| 4   | 4   | 3   | 4   | 3   | 3   | 3   | 4   | Lembra-te do dia do shabbãth, sábado, para santificá-lo[1]                                    | 8–11                                                | 12–15                                               | 4/sáb                                               | 3/dom[2]                                            | 4/dom[2]                                            | 4/dom[2]                                            |
| 5   | 5   | 4   | 5   | 4   | 4   | 4   | 5   | Honra teu pai e tua mãe                                                                       | 12                                                  | 16                                                  | 5                                                   | 4                                                   | 5                                                   | 5                                                   |
| 6   | 7   | 5   | 6   | 5   | 5   | 5   | 6   | Não matarás                                                                                   | 13                                                  | 17                                                  | 6                                                   | 5                                                   | 6                                                   | 6                                                   |
| 7   | 6   | 6   | 7   | 6   | 6   | 6   | 7   | Não adulterarás                                                                               | 14                                                  | 18                                                  | 7                                                   | 6                                                   | 7                                                   | 7                                                   |
| 8   | 8   | 7   | 8   | 7   | 7   | 7   | 8   | Não furtarás[3]                                                                               | 15                                                  | 19                                                  | 8                                                   | 7                                                   | 8                                                   | 8                                                   |
| 9   | 9   | 8   | 9   | 8   | 8   | 8   | 9   | Não darás falso testemunho contra o teu próximo                                               | 16                                                  | 20                                                  | 9                                                   | 8                                                   | 9                                                   | 9                                                   |
| 10  | 10  | 9   | 10  | 10  | 10  | 9   | 10  | Não cobiçarás (a casa do teu próximo)                                                         | 17a                                                 | 21b                                                 | 10                                                  | 10                                                  | 10                                                  | 10                                                  |
| 10  | 10  | 9   | 10  | 9   | 9   | 10  | 10  | Não cobiçarás (a mulher do teu próximo)                                                       | 17b                                                 | 21a                                                 | 10                                                  | 9                                                   | 10                                                  | 10                                                  |
| 10  | 10  | 9   | 10  | 10  | 10  | 10  | 10  | Não cobiçarás (seus servos, animais, ou coisa alguma que lhe pertença)                        | 17c                                                 | 21c                                                 | 10                                                  | 10                                                  | 10                                                  | 10                                                  |
| —   | —   | 10  | —   | —   | —   | —   | —   | Edificarás estas pedras, que Eu te ordeno, no Monte Gerizim                                   | Adoção exclusiva por parte da Comunidade Samaritana | Adoção exclusiva por parte da Comunidade Samaritana | Adoção exclusiva por parte da Comunidade Samaritana | Adoção exclusiva por parte da Comunidade Samaritana | Adoção exclusiva por parte da Comunidade Samaritana | Adoção exclusiva por parte da Comunidade Samaritana |

Tradições:
- Todas as citações das escrituras acima são da Bíblia King James . Clique nos versos no topo das colunas para outras versões.
- LXX: versão Septuaginta ("versão dos VXX"), geralmente seguida por cristãos ortodoxos.
- FDA: versão de Filo de Alexandria, basicamente idêntica à Septuaginta, mas com os mandamentos de "não matar " e de "não adulterar"  invertidos.
- SPT: versão do Pentateuco Samaritano ou Torá Samaritana, com um mandamento adicional sobre o Monte Gerizim como sendo o décimo.
- TAV:  versão do  Talmude judaico, faz do "prólogo" o primeiro "ditado" ou "matéria" e combina a proibição de adorar outras divindades além de Javé com a proibição da idolatria.
- AHV: versão de Agostinho, segue o Talmude, ao combinar os versículos 3–6, mas omite o prólogo como um mandamento e divide a proibição de cobiçar em dois e segue a ordem de palavras de Deuteronômio 5:21 em vez da de Êxodo 20:17.
- CRV: versão da Igreja Católica Romana, o Catecismo da Igreja Católica, em grande parte — mas, não em tudo — segue Agostinho.
- LTV: versão da Igreja Luterana, segue o Catecismo Maior de Lutero, que segue Agostinho, mas omite a proibição das imagens e usa a ordem das palavras de Êxodo 20:17, em vez das de Deuteronômio 5:21 para o nono e décimo mandamentos.
- PRC:  visão da Igreja Calvinista, segue os Institutos da Religião Cristã de João Calvino, que segue a Septuaginta; esse sistema também é usado no Livro Anglicano de Oração Comum.[36]
- A passagem dos mandamentos no Êxodo contém mais de dez declarações, dezenove no total. Enquanto a própria Bíblia assina a contagem de "10", usando a frase hebraica aseret had'varim— traduzida com as 10 palavras, afirmações ou coisas, essa frase não aparece nas passagens usualmente apresentadas como sendo "os Dez Mandamentos". Várias religiões dividem os mandamentos de modo diferente.  A tabela exibida aponta essas diferenças.
- [1] Jesus Cristo, em seu ministério, apresenta uma "releitura universal da Lei Mosaica", desde o Sermão da Montanha (Mt 5, 6 e 7[37]), bem como em várias outras ocasiões, em particular, o ensino sobre "O Maior Mandamento da Lei", ao qual foi arguido por um "juiz judeu, perito na Lei", conforme (Mt 22: 34-40[38]): " (34) Assim que os fariseus ouviram que Jesus havia deixado os saduceus sem palavras, reuniram-se em conselho. (35) E um deles, juiz perito na Lei, formulou uma questão para submeter Jesus à prova: (36) 'Mestre, qual é o Maior Mandamento da Lei?' (37) Asseverou-lhe Jesus: ' Amarás o Senhor, teu Deus, de todo o teu coração, de toda a tua alma e com toda a tua inteligência. (38) Este é o primeiro e maior dos mandamentos. (39) O segundo, semelhante a este, é: Amarás o teu próximo como a ti mesmo. (40) A estes dois mandamentos estão sujeitos toda a Lei e os Profetas. " (Mt 5, 6 e 7[38]). Alguns estudiosos e intérpretes bíblicos apressam-se a concluir que, com tal declaração, O Senhor Jesus Cristo houvesse abolido a Lei Antiga, o que, em verdade, nunca se deu. O que Ele fez foi uma "releitura unificadora e universalizante da Lei Antiga (também universal)", contudo sob um novo prisma — o prisma soberano do Amor". E, nesse sentido — pode-se dizer que Jesus Cristo "resumiu" a Antiga Lei de dez mandamentos para dois... e os dois tornou-os um só: O Grande e Universal Mandamento do Amor. O Apóstolo João, em seu evangelho remarca essa nota de modo extraordinário, por exemplo, em Jo 3:16-17[39]: " (16) Porque Deus amou o mundo de tal maneira que deu o seu Filho Unigênito, para que todo aquele que nele crê não pereça, mas tenha a vida eterna. (17) Portanto, Deus enviou o seu Filho ao mundo não para condenar o mundo, mas para que o mundo fosse salvo por meio dele. ". E, ainda mais, em suas Cartas (ou Epístolas), ele faz questão de aprofundar esse tema essencial, indispensável e universal. Por exemplo, em 1 Jo 3:16-17[40]:" (7) Amados, amemos uns aos outros, pois o Amor procede de Deus; e todo aquele que ama é nascido e conhece a Deus. (8) Aquele que não ama não conhece a Deus, porquanto Deus é Amor. (9) Foi desse modo que se manifestou o Amor de Deus para conosco: em haver Deus enviado o Seu Filho Unigênito ao mundo, para vivermos por intermédio d'Ele. (10) Assim, nisto consiste o Amor: não em que nós tenhamos amado a Deus, mas em que Ele nos amou e enviou o seu Filho como propiciação pelos nossos pecados. ". Algumas igrejas cristãs, entre as quais a Igreja Católica Romana,  mas não apenas ela, reunem os mandamentos da seguinte forma:  os mandamentos do Decálogo de números 1 a 4 são mandamentos de Amor a Deus; os de números 5 a 10 são mandamentos de Amor ao próximo.
- [2] O Cristianismo, em suas igrejas de modo geral (exceto as de confissão sabatista, como a Igreja Adventista do Sétimo Dia, entre outras) entende o dia de domingo como o dia do Senhor na Nova Aliança, pois foi o dia em que Jesus Cristo ressuscitou ("o terceiro dia")[41].
- [3] O Judaísmo afirma que essa é uma referência ao furto em geral, embora alguns, com base em Lv 19:11,[42] e na hermenêutica talmúdica (דבר הלמד מעניינו, Davar ha-lamed me-inyano ="O que ensina seu interesse",[43][44] sugiram ser apenas furto de propriedade.
- (4)/sab e (3 ou 4)/dom significam, respectivamente, os dias de sábado ou domingo, considerados de observância devida para o mandamento do shabbãth, por parte da confissão religiosa citada. O número "3" significa que a fé em causa considera-o como terceiro mandamento e o número "4", como o quarto mandamento.

A narrativa bíblica da revelação no Sinai começa em Êxodo 19:16,17 após a chegada dos filhos de Israel ao Monte Sinai (também chamado Monte Horebe). "(16) Ao alvorecer do terceiro dia, houve trovões, relâmpagos e uma espessa nuvem sobre a montanha, e um clangor muito forte de trombeta; e todas as pessoas que estavam no acampamento começaram a tremer de medo. (17) Então Moisés conduziu o povo para fora do acampamento, para encontrar-se com Deus, ao pé da montanha". Depois de "Javé Deus, o Senhor descer sobre o Monte Sinai", Moisés subiu brevemente e voltou e preparou o povo, e, em seguida, em Êxodo 20, "Deus falou" a todas as pessoas as palavras da Aliança, ou seja, os "Dez Mandamentos", como está escrito. A erudição bíblica moderna diverge sobre se, em Êxodo 19-20, o povo de Israel ouviu diretamente todo o Decálogo, ou apenas parte dele, ou se o povo o recebeu por meio de Moisés.
Como o povo estava com medo de ouvir mais e "distanciou-se", Moisés disse: "Não tenhais medo". Ele, porém, chegou-se à "escuridão espessa", onde "A Presença do SENHOR estava", para ouvir os estatutos adicionais e "juízos" os quais "escreveu"  na "Torá", e que leu para o povo na manhã seguinte, e todo o povo concordou em obedecer e fazer tudo o que o SENHOR havia dito. Moisés escoltou um grupo seleto composto por Aarão, Nadabe e Abiú e "setenta dos anciãos de Israel" para um local no monte onde eles adoravam "de longe"e eles "viram O Deus de Israel" acima de um "pavimento trabalhado como pedra de safira clara".
Então Javé disse a Moisés: "Sobe o monte, vem até mim e fica aqui; Eu te darei as tábuas de pedra com a Lei e os mandamentos que escrevi para instrução do povo!" Moisés partiu com Josué, seu cooperador; e subiram à montanha de Deus. — Primeira menção das Tábuas da Aliança em Ex 24:12-13

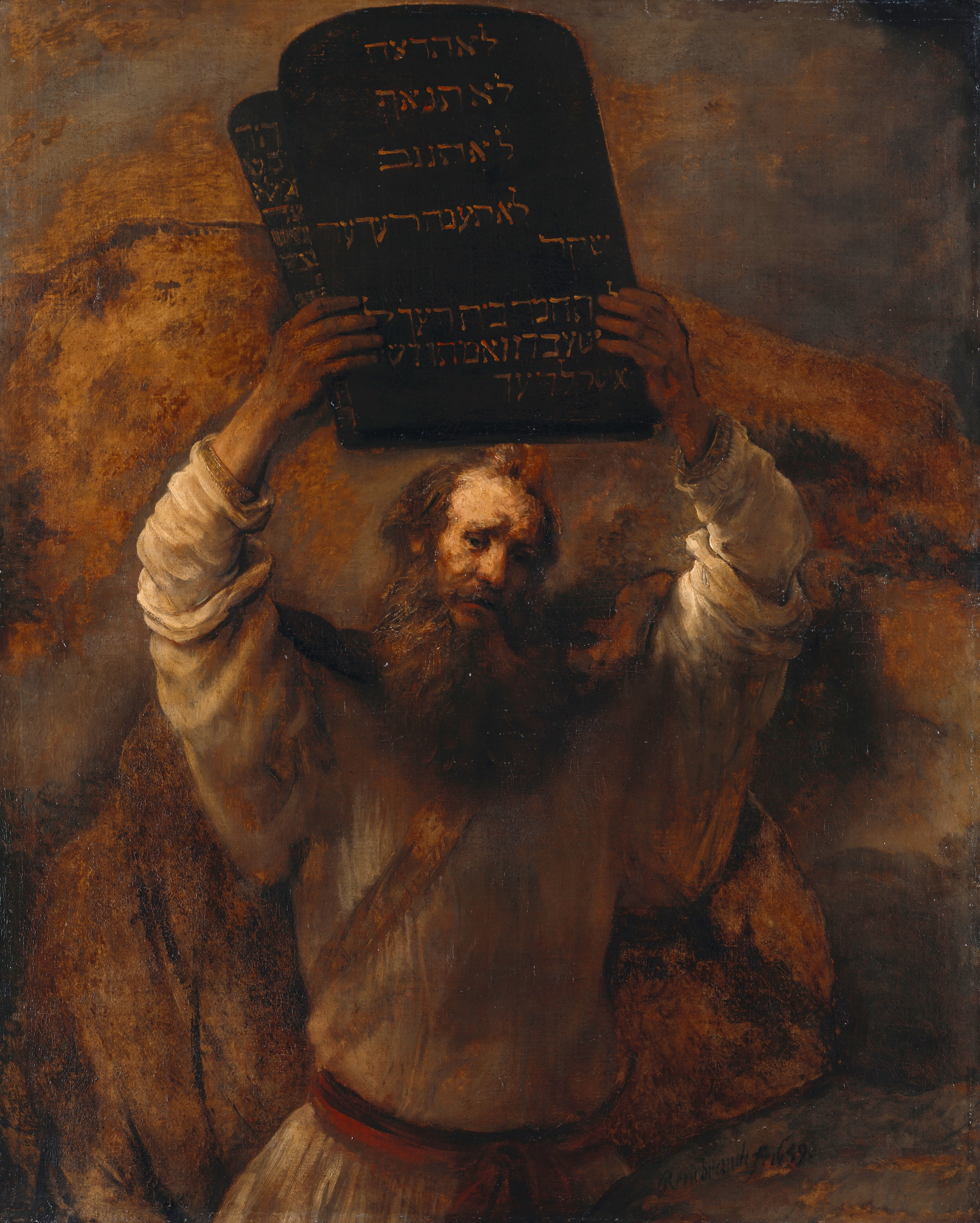
Moisés quebra as Tábuas da Lei (1659) por Rembrandt. (Gemäldegalerie, Berlin)

O monte ficou coberto pela nuvem durante seis dias, e no sétimo dia Moisés entrou no meio da nuvem e ficou "no monte quarenta dias e quarenta noites ". E Moisés disse: "O SENHOR Javé entregou-me duas tábuas de pedra escritas com O Dedo de Deus, e nelas estava escrito de acordo com todas as Palavras, que o SENHOR Javé falou convosco no monte do meio do fogo no dia da assembléia " Antes dos quarenta dias completos expirarem, os filhos de Israel decidiram coletivamente que algo havia acontecido a Moisés, e compeliram Arão a moldar um bezerro de ouro , e ele "construiu um altar diante dele" e o povo "adorou". Com essa conduta, o povo de Israel demonstrou que, apesar de ter saído e liberto do Egito em apenas um dia, todavia, o Egito ainda precisava sair dele, o que tomou muito mais tempo.
Após quarenta dias, Moisés e Josué desceram do monte com as duas tábuas: "E aconteceu que, chegando ao arraial, viu o bezerro e a dança; e Moisés, ardendo em ira, tirou as tábuas das mãos e as quebrou no pé do monte. Após os eventos nos capítulos 32 e 33, no capítulo 34: "Então Javé solicita a Moisés: 'Corta duas placas de pedra semelhantes às primeiras, sobe a mim na montanha, e Eu escreverei as mesmas palavras que escrevi nas primeiras tábuas, que quebraste'.". "(27) Disse ainda Javé a Moisés: 'Escreve essas palavras; porquanto é de acordo com o teor dessas palavras que estabeleço aliança contigo e com Israel!' (28) Moisés ficou ali com o SENHOR quarenta dias e quarenta noites, sem comer pão e sem beber água. E escreveu sobre as tábuas de pedra as palavras da aliança: os Dez Mandamentos".
Conforme a tradição judaica, Êxodo 20: 1–17{ constitui a primeira dação de Deus dos Dez Mandamentos nas duas tábuas, que Moisés quebrou em ira com sua nação rebelde. Mais tarde, foi reescrita em novas tábuas e depositada na Arca da Aliança. Essas novas tábuas consistem na reedição por Deus dos Dez Mandamentos para a geração mais jovem que deveria entrar na Terra Prometida. As passagens em Êxodo 20 e Deuteronômio 5 contêm mais de dez declarações, totalizando dezenove ao todo.

## Antigo Testamento
"Elohim" (hebraico אֱלֹהִים) é um dos Nomes de Javé Deus na Bíblia hebraica. Embora apresentado na forma masculino plural, não significa "deuses", mas refere-se a' Javé, O Deus de Israel. Pode ser considerado, por essa razão, com caso especialíssimo — absoluto, exclusivo e único, no caso — de plural majestático, como indicação de pluralidade, não em quantidade mas em grandeza e soberania, atributos próprios d'O Senhor Javé Deus. Em tais casos é (normalmente) usado com verbos, adjetivos e pronomes singulares (ex.: Gênesis 1:26). Na visão judaica tradicional, Elohim é o Nome de Deus como o Criador e Juiz do Universo (Gênesis 1:1,2-4a). A forma Elohim (אלהים transliteração neolatino ĕlôhı̂ym, pronúncia "el-o-heem", "Strong's H430"), plural de Elohah (אֱלוֹהַּ transliteração neolatina 'ʼĕlôwahh,  pronúncia "el-o'-ah" "Strong's H433"); pode significar "deuses" na acepção comum; mas, especificamente usado (assim no plural, especialmente com o artigo) aplica-se preferente e exclusivamente [a'O] Deus Supremo; [embora seja,] também ocasionalmente aplicado, por deferência, aos magistrados; às vezes, como um superlativo: -anjos, excelso, Deus ("deuses", "deusas"), divinamente, (muito) grande, juízes, poderoso. De acordo com alguns estudos contemporâneos, o "Segundo Mandamento (talmúdico) é apresentado em contraste intencional ao "bezerro de duro" de Êxodo 32:1-6, o qual representa sistemas morais que dão ênfase indevida às categorias mundanas de poder, beleza e obras de nossas próprias mãos
Faz parte da narrativa desenvolvida nos textos que mais tarde seriam coletados na Bíblia hebraica durante o século VII a.C., estabelecendo longa história de identidade nacional, originária do remoto fundador, "pai Abraão", a quem O Deus que mais tarde, a Si Mesmo Se identificaria como יהוה, YHWH, Javé primeiro revelou-Se como tal, com intimidade:
"(1) Então o SENHOR veio a Abrão e lhe ordenou: 'Sai da tua terra, da tua parentela e da casa de teu pai, e dirige-te à terra que te indicarei! (2) Eis que farei de ti um grande povo: Eu te abençoarei, engrandecerei teu nome; serás tu uma bênção! (3) Abençoarei os que te abençoarem, amaldiçoarei aquele que te amaldiçoar. Por teu intermédio abençoarei todos os povos sobre a face da terra!'" (Bíblia King James Atualizada online)
"(1) Passados esses acontecimentos, o SENHOR falou a Abrão, por intermédio de uma visão: 'Não temas, Abrão! Eu Sou o teu escudo; e grande será a tua recompensa!' (2) Contudo, Abrão declarou: 'Ó Todo-Poderoso SENHOR, meu Deus! De que valerá uma grande recompensa se continuo sem filhos? Eliézer de Damasco é quem vai herdar tudo o que tenho. (3) Tu não me concedeste descendência, e por esse motivo um dos meus servos, nascido na minha casa, será o meu herdeiro!' (4) Então imediatamente lhe assegurou o SENHOR: 'Não será Eliézer o teu herdeiro; mas, sim, filho gerado de ti mesmo será o teu legítimo herdeiro!' (5) Então o SENHOR conduziu Abrão para fora da tenda e orientou-o: 'Olha para os céus e conta as estrelas, se é que o podes'. E prometeu: 'Será assim a tua posteridade!' (6) Abrão creu no SENHOR, e isso lhe foi creditado como justiça. (7) Declarou ainda mais o SENHOR a Abrão: 'Eu Sou o SENHOR que te tirei de Ur dos caldeus, para dar-te por herança esta terra!'" (Bíblia King James Atualizada online)
"(1) Quando Abrão completou noventa e nove anos, o SENHOR lhe apareceu e declarou: 'Eu Sou El-Shaddai, Deus Todo-Poderoso, anda na Minha Presença e sê íntegro! (2) Eis que estabeleço a Minha Aliança entre Mim e ti, e multiplicarei grandemente a tua descendência'. (3) Então Abrão prostrou-se, rosto em terra, e Deus lhe prometeu: (4) 'Quanto a Mim, eis a Minha Aliança contigo: serás pai de uma multidão de nações. (5) E não mais te chamarás Abrão, mas doravante teu nome será Abraão, pois Eu te faço 'pai de muitas nações'." (Bíblia King James Atualizada online)
"(17) Então o SENHOR falou consigo mesmo: 'Ocultarei de Abraão o que planejo realizar? (18) Abraão será o pai de uma nação grande e poderosa, e por intermédio dele todas as nações da terra serão abençoadas. (19) Porquanto Eu o escolhi, para que instrua seus filhos e todos os seus descendentes acerca de conservarem-se no Caminho do SENHOR, praticando o que é justo e direito, a fim de que o SENHOR faça vir sobre Abraão tudo quanto lhe tem prometido!" (Bíblia King James Atualizada online)
O nome Javé surge na narrativa do Livro de Êxodo, onde Moisés encontra Deus na sarça ardente. Deus revela Seu nome Próprio Javé pela primeira vez, identificando-se como O Mesmo Deus já antes encontrado pelos ancestrais de Moisés, os quais foram Abraão, Isaque e Jacó (Israel):
"(14) Então afirmou Deus a Moisés: ' Eu Sou o que Sou. E deveis dizer aos filhos de Israel: Eu Sou me enviou a vós outros!' (15) Disse Deus ainda mais a Moisés: 'Assim dirás aos filhos de Israel: ' 'Javé', o Deus de vossos antepassados, o Deus de Abraão, o Deus de Isaque e o Deus de Jacó me enviou até vós. Esse, pois, é o meu Nome eternamente, e assim serei lembrado de geração em geração!" (Bíblia King James Atualizada online)
Na narrativa do Êxodo, após cerca de 430 anos de escravidão no Egito, os israelitas são libertados por Javé Deus, por meio de Moisés, então constituído libertador, fazendo sobrevirem as pragas do Egito. Depois que Moisés os guia no Êxodo, a saída libertadora [do Egito] , O Senhor Javé faz uma Aliança com os israelitas com base nessa libertação. Os Dez Mandamentos resumem os termos desse Aliança, anunciando-Se a Si Mesmo como Absoluto, Eterno, Único e Verdadeiro Deus ("O Primeiro Mandamento Talmúdico"), logo em conexão com o mandamento de não ter outros deuses diante d'Ele ("O Segundo Mandamento Talmúdico"). Proibições aparentemente não relacionadas, como não semear sementes misturadas, não usar roupas de fibras misturadas, não marcar o corpo (isto é, aplicar tatuagem), foram possivelmente destinadas a manter os israelitas separados das práticas associadas a benefícios mágicos ou a honra de outras divindades.
Quem violasse este mandamento estava sujeito à morte, sob o testemunho de duas testemunhas, e se o culto a outros deuses invadisse a nação, sujeitá-la-ia à sua destruição total. Quem induzisse ou seduzisse a outro[s] no culto outro[s] deus[es] seria similarmente sujeito à pena capital e não deveria ser poupado nem mesmo por um parente próximo. A importância atribuída por Javé Deus à adoração exclusiva é reportada como "um ciúme forte, como o de um marido para com sua esposa": "(14) Não seguirás outros deuses, qualquer um dos povos que estão ao teu redor, (15) pois Javé, o teu Deus, que habita no meio de ti, é Deus zeloso; a ira do Eterno, o teu Deus, se inflamará contra ti, e Ele te exterminará da face da terra.".
Apesar desse relacionamento pessoal e de suas condições exclusivas, a história do povo de Israel até o cativeiro babilônico é, repetida e teimosamente, a história da violação do Segundo Mandamento, pela adoração de "deuses estrangeiros", com todas as decorrentes consequências. O povo não apenas substituiu O Único Deus Verdadeiro pelos deuses cananeus e sua adoração, e, assim, politeísmo e adoração de deuses estrangeiros tornaram-se virtualmente oficiais nos reinos do norte e do sul, apesar das repetidas advertências dos profetas de Javé Deus.
Grande parte do poder da pregação bíblica de Moisés até o tempo do Exílio vem de sua escolha absoluta entre o Senhor e os 'outros deuses'. A grande disputa do século IX a.C. no Monte Carmelo, em 1 Reis 18, entre Javé e Baal a respeito do controle da chuva, portanto da divindade e primazia divina, contém o desafio de Elias, o tisbita, profeta de Javé, O Deus Altíssimo, segundo narrado: "Se o Senhor Javé é Deus, segui-o, mas se [credes que é] Baal, então segui-o".— Idolatria, Dicionário Bíblico HarperCollins
"(17) Assim que Acabe viu Elias, questionou-lhe: 'És tu mesmo, ó flagelo de Israel?' (18) Ao que prontamente Elias respondeu: 'Não sou eu o responsável pelos muitos problemas que assolam Israel, mas és tu e toda a família de teu pai, pois abandonastes os mandamentos de Javé, o SENHOR, e cultuastes aos baalins! (19) Agora, pois, dá ordem para que se reúna a mim todo o Israel no alto do monte Carmelo, como também os quatrocentos e cinquenta profetas de Baal, e mais os quatrocentos profetas de Aserá, que se fartam a mesa de Jezabel.' (20) Diante deste desafio, Acabe convocou os filhos de Israel e reuniu todos os seus profetas no monte Carmelo. (21) Elias, aproximando-se de todo o povo, bradou: 'Até quando claudicareis das tuas pernas? Se Javé é Deus segui-o; se é Baal segui-o.' E o povo não lhe pôde dar uma resposta. (22) Então Elias exclamou diante do povo: 'Sou o único dos profetas de 'Javé' que restei; no entanto, os profetas de Baal são quatrocentos e cinquenta. (23) Deem-nos dois novilhos; que eles escolham um para si e depois de esquartejá-lo o depositem sobre a lenha, sem lhe atear fogo. Prepararei outro novilho sem lhe pôr fogo também. (24) Invocareis depois o nome de vosso deus, e eu invocarei o Nome de Javé: a divindade que responder enviando fogo, esse é Deus!' E todo o povo respondeu a uma só voz: 'Falaste com sabedoria. Assim seja!' (25) Elias então disse aos profetas de Baal: 'Escolhei para vós um dos novilhos e preparai-o primeiro, considerando que sois tantos; clamai o nome do vosso deus, contudo, não deveis atear fogo ao sacrifício!' (26) Eles tomaram o novilho e o fizeram em pedaços e clamaram pelo nome de Baal desde o amanhecer até o meio-dia, exclamando: 'Ó Baal, responde-nos!' Mas não houve voz nem sinal, ninguém respondeu; e eles dançavam seus rituais em torno do altar que haviam construído. (27) Ao meio-dia Elias começou a zombar deles, exclamando: 'Gritai mais alto, já que ele é um deus; pode ser que esteja conversando com outras pessoas ou ocupado com outros negócios ou mesmo viajando. Talvez esteja até dormindo e precise ser despertado!' (28) E mais eles gritavam e clamavam, e, conforme o seu costume religioso, se retalhavam com facas e com lanças afiadas, até escorrer sangue de seus corpos. (29) Depois do meio-dia, eles profetizaram até a hora do sacrifício na tarde. Contudo, não aconteceu nada, nenhuma voz ou resposta, ninguém atendeu àquela invocação. (30) Então, Elias convocou todo o povo: 'Chegai-vos a mim. E todo o povo se aproximou dele. E Elias recompôs o altar do SENHOR que havia sido destruído. (31) Elias escolheu doze pedras, conforme o número das tribos dos filhos de Jacó, sobre os quais havia chegado a Palavra de Javé, afirmando: 'Israel será o teu nome!'; (32) e tomando as pedras reedificou o altar em o Nome de Javé, o SENHOR. Em seguida, fez em volta do altar uma valeta com dois seás, capacidade para conter mais de doze litros de sementes plantadas. (33) Então, arrumou toda a lenha, cortou o novilho em pedaços, colocou-o sobre a lenha e ordenou: 'Enchei de água quatro grandes cântaros e derramai-a sobre todo o holocausto e a lenha armada!' (34) E acrescentou: 'Repeti esse procedimento uma segunda vez!' E eles o fizeram segunda vez. De novo ordenou: 'Fazei-o terceira vez!' E eles assim o fizeram pela terceira vez. (35) De modo que toda aquela água corria ao redor do altar, chegando a encher completamente toda a valeta que fora cavada. (36) Com a chegada do pôr-do-sol, quando se apresenta a oferenda, Elias, o profeta, aproximou-se e exclamou: Ó Javé, Deus de Abraão, de Isaque e de Israel, saiba-se hoje que tu és Deus em Israel, que sou teu servo e que foi por ordem expressa da tua parte que realizei todos estes atos de fé mediante a tua Palavra. (37) Agora, pois, responde-me, ó Javé, atende-me para que este povo reconheça que só tu, ó SENHOR, és Deus e fazes o coração do povo retornar para ti!' (38) Então, no mesmo instante, caiu o fogo de Javé sobre o sacrifício e o queimou completamente, bem como toda a lenha armada, as pedras e todo o chão em volta, e ainda secou toda a água que enchia a valeta. (39) Assim que o povo testemunhou todo esse acontecimento, diante de seus olhos, imediatamente todos se prostraram com o rosto em terra e exclamaram a uma voz: 'Só Javé, o Eterno, é Deus! Só o SENHOR, é Deus!' (40) Então Elias lhes ordenou: 'Prendei agora mesmo todos os profetas de Baal! Que nenhum deles escape!' E o povo os prenderam. Elias fê-los descer para próximo do riacho de Quisom e lá os degolou a todos. (41) Em seguida, orientou Elias a Acabe: 'Eis que agora, podes subir, comer e beber, porquanto já ouço o barulho da chuva que se aproxima!' (42) Enquanto Acabe caminhava para seu desjejum, Elias subiu ao cume do monte Carmelo, prostrou-se, inclinou-se até o chão e colocou o rosto entre os joelhos. (43) Então ordenou ao seu servo: 'Sobe agora e olha para o Oeste, para o lado do mar!' Ele subiu, olhou e disse: 'Não há nada lá, senhor!' Mas Elias ordenou: 'Retorna ao mesmo lugar sete vezes!' (44) Na sétima vez, exclamou o servo: 'Há uma nuvem que se levanta do mar, mas do tamanho da mão de um homem!' Então, Elias respondeu: 'Sobe e leva esta mensagem a Acabe: Prepara o teu carro e desce, antes que a forte chuva te impeça de vir!' (45) Em pouco tempo, o céu se escureceu completamente com as muitas nuvens, chegou a ventania, e caiu uma grande chuva. Acabe subiu em seu carro e partiu apressadamente para Izreel, Jezreel. (46) Então, o poder de Javé, o SENHOR, derramou-se sobre Elias, e ele, prendendo sua capa com o cinto, correu com força extraordinária à frente de Acabe por todo o caminho até as portas da cidade de Jezreel. (Bíblia King James Atualizada online)
Contudo, apesar da vitória clara, extraordinária e inequivocamente sobrenatural, bem como da aparentemente manifesta vitória de lealdade por parte do povo naquele dia, a política politeísta oficial impulsionada pela esposa do rei Acabe, Jezabel, não mudou, antes prosseguiu.
Os profetas Jeremias, Ezequiel e Oseias referiram-se ao culto de Israel a outros deuses como adultério espiritual:  "E assim, aqueles dentre vós que escaparem se recordarão da minha pessoa quando estiverem entre as nações pagãs para onde forem levados cativos, no tempo em que Eu mesmo lhes tiver quebrantado o coração corrupto e adúltero, que preferiu desviar-se de mim; e cegado seus olhos, que se cederam à cobiça seguindo ídolos inúteis; e terão nojo de si mesmos, por causa das malignidades que praticaram, mediante todas as suas atitudes abomináveis.". Isso levou à quebra da aliança entre Javé e Israel, e ao "divórcio", manifestados na derrota de Israel pelo rei Nabucodonosor II da Babilônia, com o exílio, do qual o reino do norte nunca se recuperou.
A Bíblia Sagrada apresenta Daniel e seus companheiros como exemplos fiéis de pessoas que se recusam a homenagear outro deus, mesmo ao preço de suas vidas. Durante o exílio, Nabucodonosor manda erguer uma estátua de ouro de si mesmo e ordena a todos os súditos que a adorem. Isso, naturalmente, incluía os judeus, já que submetidos à escravidão. O imperador Nabucodonosor de tal forma impôs seu domínio sobre o povo de Israel, "retirando-lhes tudo, de modo que até mesmo seus nomes pessoais foram mudados":
"(3) Mais tarde o rei ordenou a Aspenaz, seu mordomo e chefe dos oficiais da sua corte, que trouxesse alguns dos israelitas da família real e da nobreza: (4) jovens sem imperfeições físicas, de boa aparência, inteligentes, bem instruídos, que dominassem várias áreas do saber e fossem hábeis e capazes para servir no palácio de Nabucodonosor. Ele próprio ficaria encarregado de lhes ensinar o idioma e a cultura dos caldeus babilônios. (5) O rei designou-lhes uma porção diária das melhores iguarias de sua mesa e do vinho que ele mesmo bebia. Eles passariam por um período de treinamento que levaria três anos, e depois disso estariam habilitados para servir ao rei. (6) Entre esses estavam alguns jovens vindos de Judá cujos nomes em hebraico significavam: Daniel, Deus é meu Juiz; Hananias, Javé é misericordioso; Misael, Ninguém se compara a Deus, e Azarias, Javé é meu socorro. (7) O chefe dos oficiais, entretanto, deu-lhes novos nomes: a Daniel chamou Beltessazar, que em babilônico quer dizer: Bel proteja sua vida; a Hananias, denominou Sadraque, Amigo do rei; a Misael nomeou Mesaque, Quem é como o deus Lua? E a Azarias deu o nome de Abede-Nego, Servo do deus Mercúrio.(Bíblia King James Atualizada online)
 Três oficiais judeus — Hananias, Misael e Azarias  (Sadraque, Mesaque e Abede-Nego, respectivamente) — que foram levados para a Babilônia como jovens junto com Daniel, recusaram curvar-se à estátua. Ameaçados de serem queimados vivos numa fornalha, eles confirmam sua fé e sua determinação: "(16) Então Sadraque, Mesaque e Adebe-Nego responderam ao rei: 'Ó Nabucodonosor, não precisamos defender-nos diante de ti. (17) Se formos condenados por isso e lançados na fornalha de fogo ardente,  Nosso Deus, Javé, a quem cultuamos pode livrar-nos, e Ele nos livrará das tuas mãos, ó majestade. (18) Contudo, se Ele não nos livrar, fica sabendo, ó rei, que não cultuaremos aos teus deuses, tampouco adoraremos a estátua que ergueste!' " (Bíblia King James Atualizada online). No último reinado de Dario, a recusa de Daniel em desistir oração privada a Deus e oração ao rei, ao contrário, resulta em ele receber uma sentença de morte: ser jogado na cova dos leões. De acordo com o livro de Daniel, um anjo vem e fecha a boca dos leões para que Daniel seja poupado e resgatado pelo próprio rei na manhã seguinte:
"(16) Então o rei deu ordens, e eles prenderam Daniel e o jogaram na cova dos leões. O rei, contudo, encorajou a Daniel, dizendo: 'Que Yaweh, o teu Deus, a quem serves todos os dias, possa livrar-te!' (17) Em seguida, taparam a cova com uma pedra, e o rei a selou com o seu anel-selo e também com os anéis dos seus nobres, para que a decisão sobre Daniel não pudesse ser modificada. (18) Depois o rei dirigiu-se para o seu palácio e passou a noite em jejum, e não permitiu que fossem trazidos à sua presença qualquer instrumento de música; e o rei não conseguiu conciliar o sono durante toda aquela noite. (19) Logo ao raiar do dia, o rei se levantou e correu em direção à cova dos leões. (20) Quando ia se aproximando da entrada da cova, chamou o nome de Daniel com grande sofreguidão e tristeza: 'Daniel! Servo de Javé, o Deus Vivo! Será que o teu Deus, a quem tu serves diariamente, pôde livrá-lo dos leões?' (21) E então ouviu-se a voz de Daniel que respondeu: 'Ó caro rei! Vive para sempre! (22) Eis que O Meu Deus enviou o seu Anjo, e este fechou a boca dos leões para que não me ferissem. Pois Javé Deus considerou-me inocente aos Seus olhos. E, de igual modo, porque jamais cometi qualquer fraude ou delito contra o senhor, ó majestade!' (23) E diante do que acontecera, o coração do rei muito se alegrou. Em seguida, o rei ordenou que tirassem Daniel da cova, e testemunharam que não havia nenhum arranhão ou qualquer outro ferimento em todo o corpo de Daniel, pois ele havia confiado, continuamente, em seu Deus. (24) Entrementes, por ordem expressa do rei, todos os homens que tinham acusado Daniel foram lançados na mesma cova dos leões, junto com as suas esposas e filhos. E, antes mesmo que pudessem chegar ao fundo da cova, os leões os atacaram e despedaçaram todos os seus ossos. (25) Mais tarde, o rei Dario escreveu aos homens de todos os povos, nações, línguas e culturas em toda a terra nos seguintes termos: 'Shelâm! Paz e Prosperidade! (26) Eis que edito um decreto para que em todos os domínios do império, todas as pessoas temam e reverenciem o Deus de Daniel. Porquanto ele é Javé, O Deus Vivo, e permanece para sempre; o seu Reino não será jamais destruído, e o seu domínio nunca terá fim! (27) Javé Deus livra e salva; só Ele realiza sinais miraculosos e maravilhas nos céus e em toda a terra. Foi Javé Deus quem livrou Daniel do poder dos leões selvagens! (28) E assim, Daniel prosperou grandemente durante o império de Dario, e mais tarde, também no reinado de Ciro, o Persa."(Bíblia King James Atualizada online)

### Visão judaica
A declaração-oração central do Judaísmo é o Shemá Israel:
"(4) Shemá! Ouve, ó Israel: Javé, o Nosso SENHOR, é o Único Deus! (5) Amarás o SENHOR, teu Deus, com todo o coração, com toda a tua alma e com todas as tuas forças. (6) Que todas estas palavras que hoje te ordeno estejam em teu coração! (7) Tu as ensinarás com todo o zelo e perseverança a teus filhos. Conversarás sobre as Escrituras quando estiveres sentado em tua casa, quando estiveres andando pelo caminho, ao te deitares e ao te levantares. (8) Também atarás estas palavras como um sinal na tua mão e em teu braço e as prenderás à tua testa como Tefilin, filactérios. (9) Tu escreverás as palavras do SENHOR nos umbrais da tua casa, e em teus portões, mezuzotes"(Bíblia King James Atualizada online)
Juntamente com "Amarás o Senhor Javé, teu Deus, com todo o seu coração," encontra-se em forma impressa na Mezuzá, pequeno estojo tubular nas ombreiras das casas dos judeus fiéis. Escolheu-se essa forma para cumprir a mitzvá (mandamento Bíblico) de inscrever as palavras do Shema "nas ombreiras das casas". "Milhares de mártires não foram para a morte murmurando uma verdade numérica. Ao dizerem que Deus é um só, isso significava que... nada no universo é-l'HE comparável ou l'HE pode tomar o lugar... razão pela qual eles estão dispostos a morrer em vez de abandonar [seus valores]."
O retorno nacional ao monoteísmo firmou-se com a experiência do cativeiro babilônico. A tristeza e a dificuldade experimentadas pelos israelitas durante o exílio são expressas com pompa no Salmo 137. Os tempos difíceis sofridos durante o exílio são lembrados anualmente no dia 9 de Av , quando os judeus jejuam e leem em voz alta Lamentações de Jeremias, lembrando a destruição de Judá e do Primeiro Templo. Séculos após, os judeus dispuseram-se a sofrer a morte, a dar a honra de Javé Deus a outro deus ou homem. No início da Revolta dos Macabeus, muitos judeus foram mortos por não aceitarem as reivindicações das divindades selêucidas. Após Antíoco IV Epifânio invadir Jerusalém em 167 a.C. e proibir a Torá, impor adoração de deuses estrangeiros no Segundo Templo, provocou a revolta de muitos judeus. Seu sucesso em recuperar o Templo e a provisão milagrosa de óleo para cultos de celebração são lembrados no feriado judaico Hanukkah.
A idolatria é um dos três pecados (junto com o adultério e assassinato) que a Mishná diz que deve ser resistida até à morte.No momento em que o Talmude foi escrito, a aceitação ou rejeição da idolatria era um teste decisivo para a identidade judaica: "Todo aquele que nega ídolos é chamado de judeu". "Quem adora ídolos negou toda a Torá; e todo aquele que nega ídolos tem reconhecido toda a Torá". O Talmude discute o assunto da adoração de outros deuses em muitas passagens. Um tratado inteiro, o Avodah Zarah ("estranha adoração")  detalha diretrizes práticas para interagir com os povos vizinhos, de modo a evitar a prática ou mesmo indiretamente apoiar tal culto. Embora os judeus em geral sejam proibidos de zombar de algo sagrado, é meritório ridicularizar os ídolos. Isso aparentemente originou-se em tempos antigos, como algumas das várias palavras hebraicas do Tanakh referentes a "ídolo" são pejorativas e até deliberadamente desdenhosas, como elilim, "impotentes" e gillulim , "pelotas de excremento".
Embora os judeus tenham decisivamente se separado da adoração de ídolos físicos ou pessoas que reivindicam a divindade desde o exílio babilônico, a tendência e a prática das artes mágicas (cantos, encantamentos, amuletos, aparelhos de cura, alimentos especiais, dias de sorte, azar e mágicos, números e uma vasta gama de rituais secretos) continuou a ser encontrada entre alguns que reivindicam o judaísmo como sua fé. Isso tem sido verdade desde os tempos antigos, quando os israelitas, tendo passado 430 anos no Egito, onde a magia era difundida, erroneamente pensavam que meramente levar a Arca da Aliança à batalha garantiria a vitória.Tais práticas, embora proibidas, não foram surpreendentes, uma vez que "os antigos israelitas não estavam imunes ao desejo de querer controlar Deus". No entanto, Maimônides  advertiu que objetos especiais (por exemplo, uma mezuzá) e orações (por exemplo, o Shema) no judaísmo são feitos para lembrar as pessoas de amor a Deus e seus preceitos e não garantem, por si mesmos, boa sorte.

## Novo Testamento

### Cristianismo
De acordo com os evangelhos, Jesus Cristo afirmou que O Maior Mandamento é "Amarás o Senhor, teu Deus, de todo o teu coração, de toda a tua alma e com toda a tua inteligência" A escritura em Deuteronômio à qual Ele se refere é conhecida nos tempos modernos, como a declaração-oração Shemá Israel, uma declaração enfatizando a Unicidade de Javé Deus e a Única Adoração de Javé Deus por Israel Em seu Sermão da Montanha, O Senhor Jesus Cristo sobreleva a adoração a Javé Deus, a ser buscada "primeiro lugar, para, depois, se buscarem as demais coisas": 
"(25) Portanto, Eu vos afirmo: não andeis preocupados com a vossa própria vida, quanto ao que haveis de comer ou beber; nem pelo vosso corpo, quanto ao que haveis de vestir. Não é a vida mais do que o alimento, e o corpo mais do que as roupas? (26) Contemplai as aves do céu: não semeiam, não colhem, nem armazenam em celeiros; contudo, vosso Pai celestial as sustenta. Não tendes vós muito mais valor do que as aves? (27) Qual de vós, por mais que se preocupe, pode acrescentar algum tempo à jornada da sua vida? (28) E por que andais preocupados quanto ao que vestir? Observai como crescem os lírios do campo. Eles não trabalham nem tecem. (29) Eu, contudo, vos asseguro que nem Salomão, em todo o esplendor de sua glória, vestiu-se como um deles. (30) Então, se Deus veste assim a erva do campo, que hoje existe e amanhã é lançada ao fogo, quanto mais a vós outros, homens de pequena fé? (31) Portanto, não vos preocupeis, dizendo: Que iremos comer? Que iremos beber? Ou ainda: Com que nos vestiremos? (32) Pois são os pagãos que tratam de obter tudo isso; mas vosso Pai celestial sabe que necessitais de todas essas coisas. (33) Buscai, assim, em primeiro lugar, o Reino de Deus e a sua justiça, e todas essas coisas vos serão acrescentadas.(Bíblia King James Atualizada online)
De acordo com Atos dos Apóstolos, Stephen resume a história espiritual de Israel e cita o profeta Amós, que identificou o culto de deuses estrangeiros, como razão para Israel ter sido derrotado pelos babilônios e, pois, enviado ao exílio. Mais Tarde, em Atos, os apóstolos discutiram a questão de quais mudanças comportamentais imediatas seriam exigidas dos gentios que se tornaram seguidores de Jesus Cristo. Eles decidiram instruir os novos convertidos: "abster-se de comida sacrificada aos ídolos, do sangue, da carne de animais estrangulados e da imoralidade sexual"
Em Atenas, Paulo angustiou-se ao ver a cidade cheia de ídolos, e, no Areópago, ele apresentou Javé, O Deus de Israel, O Criador de Tudo, O Único e não representado por um ídolo. Ele ensinou:
"(16) Enquanto Paulo esperava por seus companheiros em Atenas, ficou profundamente indignado ao perceber que a cidade tinha ídolos por toda parte. (17) E sobre esse tema dissertava na sinagoga entre os judeus e os gentios obedientes a Deus, bem como na praça principal, diariamente, a todos aqueles que ali estivessem. (18) Então, alguns filósofos epicureus e estoicos começaram a argumentar com ele. Alguns indagavam: 'O que deseja comunicar esse tagarela?' Outros comentavam: 'Parece ser um anunciador de deuses estranhos', pois Paulo lhes pregava as Boas Novas de Jesus e a Ressurreição. (19) Por essa razão, o levaram a uma reunião no Areópago, onde lhe questionaram: 'Podes revelar-nos que nova doutrina é essa sobre a qual dissertas? (20) Pois estás nos apresentando pensamentos estranhos, e desejamos compreender o significado de tais ideias'. (21) Porquanto os cidadãos de Atenas, assim como todos os estrangeiros que ali viviam não se preocupavam com outro assunto senão falar e procurar saber as últimas novidades.  (22) Sendo assim, Paulo levantou-se no meio da reunião do Areópago e discursou: 'Caros atenienses! Percebo que sob todos os aspectos sois muitíssimo religiosos, (23) pois, caminhando pela cidade, observei cautelosamente seus objetos de adoração e encontrei até um altar com a seguinte inscrição: AO DEUS DESCONHECIDO. Ora, pois é exatamente Esse a quem cultuais em vossa ignorância, que eu passo a vos apresentar. (24) O Deus que criou o Universo e tudo o que nele existe é o Senhor dos Céus e da Terra, e não habita em santuários produzidos por mãos humanas. (25) Ele também não é servido pelas mãos dos homens, como se precisasse de algo, porquanto Ele mesmo concede a todos a vida, o fôlego e supre todas as nossas demais necessidades. (26) De um só homem fez Deus todas as raças humanas, a fim de que povoassem a terra, havendo determinado previamente as épocas e os lugares exatos onde deveriam habitar. (27) Deus assim procedeu para que a humanidade o buscasse e provavelmente, como que tateando, o pudesse encontrar, ainda que, de fato, não esteja distante de cada um de nós: (28) 'Pois n'Ele vivemos, nos movimentamos e existimos', como declararam alguns de vossos poetas: 'Porquanto d'Ele também somos descendentes'. (29) Portanto, considerando que somos geração de Deus, não devemos acreditar que a Divindade possa ser semelhante a uma imagem de ouro, prata ou pedra, esculpida pela arte e idealização humana. (30) Em épocas passadas, Deus não levou em conta essa falta de sabedoria, mas agora ordena que todas as pessoas, em todos os lugares, cheguem ao arrependimento. (31) Porque determinou um dia em que julgará o mundo com o Rigor de Sua Justiça, por meio do Homem a Quem para isso estabeleceu. E, quanto a isso, Ele deu provas a todos, ao ressuscitá-l'O dentre os mortos! (Bíblia King James Atualizada online)
De acordo com Carta aos Efésios, Paulo provocou a ira dos artesãos, escultores e ourives locais (preocupados com a perda de rendimento pela queda nas vendas dos ídolos), quando as pessoas responderam à sua pregação e se afastaram da adoração de ídolos. Paulo ensinou ainda que os cristãos devem evitar a todo o custo da adoração do que não seja Javé, O Deus Altíssimo e Pai de Nosso Senhor e Salvador Jesus Cristo. Ele considerou e declarou que o culto a Javé Deus e a adoração de qualquer outro ser espiritual são incompatíveis:
"(14) Por isso, meus amados irmãos, fugi da idolatria. (15) Falo isso a pessoas sensatas; julgai vós mesmos o que estou afirmando. (16) Não é verdade que o cálice da bênção que abençoamos é a comunhão do sangue de Cristo? Acaso o pão que partimos não é nossa participação no Corpo de Cristo? (17) Como há somente um pão, nós, que somos muitos, somos um só corpo, pois todos participamos de um único pão. (18) Observai o povo de Israel: porventura os que comem dos sacrifícios não são participantes do altar? (19) Sendo assim, o que estou querendo dizer? Será que o sacrifício oferecido a um ídolo significa alguma coisa? Ou o ídolo tem algum valor? (20) Não! Quero enfatizar que o que os pagãos sacrificam é oferecido, isto sim, aos demônios e não a Deus. E não quero que tenhais qualquer comunhão com os demônios. (21) Não podeis beber do cálice do Senhor e do cálice dos demônios. Não podeis participar da mesa do Senhor e da mesa dos demônios. (22) Ou desejamos provocar os ciúmes do Senhor? Porventura somos mais fortes do que Ele?"(Bíblia King James Atualizada online)
O Apóstolo Paulo advertiu aos cristãos noviços da gálatas que "os que vivem na idolatria não herdarão o Reino de Deus", e, nessa mesma carta, chaga a associar feitiçaria à idolatria:
"(16) Portanto, vos afirmo: Vivei pelo Espírito, e de forma alguma satisfareis as vontades da carne! (17) Porquanto a carne luta contra o Espírito, e o Espírito, contra a carne. Eles se opõem um ao outro, de modo que não conseguis fazer o que quereis. (18) Contudo, se sois guiados pelo Espírito, já não estais subjugados pela Lei. (19) Ora, as obras da carne são manifestas: imoralidade sexual, impureza e libertinagem; (20) idolatrias e feitiçarias; ódio, discórdia, ciúmes, ira, egoísmo, dissensões, facções e (21) inveja; embriaguez, orgias e tudo quanto se pareça com essas perversidades, contra as quais vos advirto, como já vos preveni antes: os que as praticam não herdarão o Reino de Deus! (22) Entretanto, o fruto do Espírito é: amor, alegria, paz, paciência, benignidade, bondade, fidelidade, (23) mansidão e domínio próprio. Contra essas virtudes não há Lei. (24) Os que pertencem a Cristo Jesus crucificaram a carne, com as suas paixões e os seus desejos."(Bíblia King James Atualizada online)
Na Cartas aos Filipenses, ele se refere àqueles cujo "deus é o estômago" No Novo Testamento, inclusive o Sermão da Montanha, idolatria indica também amor ao dinheiro.
O Apóstolo Tiago repreende quem se apega a coisas materiais, utilizando uma linguagem semelhante à dos profetas do Antigo Testamento:
"(1) De onde vêm as batalhas e os desentendimentos que há entre vós? De onde, senão das paixões que guerreiam dentro de vós. (2) Cobiçais e nada tendes. Matais e invejais, porém não conseguis obter o que desejais; viveis a brigar e a promover contendas. Todavia, nada conquistais, porque não pedis. (3) E quando pedis não recebeis, porquanto pedis com a motivação errada, simplesmente para esbanjardes em vossos prazeres. (4) Adúlteros! Ou não estais cientes de que a amizade com o mundo é inimizade contra Deus? Ora, quem quer ser amigo do mundo torna-se inimigo de Deus'. (5) Ou imaginais que é sem razão que a Escritura afirma que o Espírito que Ele fez habitar em nós zela com ciúmes dos seus? (6) Todavia, Ele nos outorga graça ainda maior. Por isso, declara a Escritura: 'Deus se opõe aos arrogantes, mas concede graça aos humildes"(Bíblia King James Atualizada online)
O Apóstolo Paulo elogiou a igreja em Tessalônica, dizendo: "Sua fé em Deus tornou-se conhecida em toda a parte... Elogiam-vos por terdes abandonado os ídolos, devotando-vos a'O Deus Vivo e Verdadeiro, e esperando, pois, dos Céus a'O Filho, a Quem ressuscitou dos mortos, Ele que nos resgata da ira vindoura".
O Apóstolo Paulo identifica a adoração de coisas criadas (em vez do Criador), como a causa da desintegração do sexual e moral da sociedade em sua carta aos Romanos:
"(22) E, proclamando-se a si mesmos como sábios, perderam completamente o bom senso (23) e trocaram a glória do Deus imortal por imagens confeccionadas conforme a semelhança do ser humano mortal, bem como de pássaros, quadrúpedes e répteis. (24) Por esse motivo, Deus entregou tais pessoas à impureza sexual, segundo as vontades pecaminosas do seu coração, para degradação de seus próprios corpos entre si. (25) Porquanto trocaram a verdade de Deus pela mentira, e adoraram objetos e seres criados, em lugar do Criador, que é bendito para sempre. Amém! (26) E, por essa razão, Deus os entregou a paixões vergonhosas. Até suas mulheres trocaram suas relações sexuais naturais por outras, contrárias à natureza. (27) De igual modo, os homens também abandonaram as relações sexuais naturais com suas mulheres e se inflamaram de desejo sensual uns pelos outros. Deram, então, início a sucessão de atos indecentes, homens com homens, e, por isso, receberam em si mesmos o castigo que a sua perversão requereu. (28) Além do mais, considerando que desprezaram o conhecimento de Deus, Ele mesmo os entregou aos ardis de suas próprias mentes depravadas, que os conduz a praticar tudo o que é reprovável. (29) Então, tornaram-se cheios de toda espécie de injustiça, maldade, ganância e depravação. Estão empanturrados de inveja, homicídio, rivalidades, engano e malícia. São bisbilhoteiros, (30) caluniadores, inimigos de Deus, insolentes, arrogantes e presunçosos; vivem criando maneiras de praticar o mal; desobedecem a seus pais; (31) são insensatos, desleais, sem amor e respeito à família, sem qualquer misericórdia para com o próximo. (32) E, apesar de conhecerem a justa Lei de Deus, que declara dignos de morte todas as pessoas que praticam tais atos, não somente os continuam fazendo, mas ainda aprovam e defendem aqueles que também assim procedem."(Bíblia King James Atualizada online)
Na Primeira Carta de Pedro, o Apóstolo Pedro refere-se — bem como o Livro do Apocalipse também o faz — à conexão entre a adoração de outros deuses e pecados sexuais, ora metaforicamente, ora literalmente:
"(3) No passado, já despendestes tempo além do tolerável fazendo o que agrada aos pagãos. Naquela época, andáveis em libertinagem, na sensualidade, nas bebedeiras, orgias e farras, e nas idolatrias repulsivas. (4) Eles acham estranho que não vos juntais a eles na mesma correria desenfreada de licenciosidade, e, por isso, vos caluniam."(Bíblia King James Atualizada online)
"(14) Tenho, contudo, contra ti algumas admoestações, porquanto tens contigo os que seguem a doutrina de Balaão, que ensinou Balaque a armar ciladas contra os filhos de Israel, induzindo-os a comer alimentos sacrificados a ídolos e a se entregarem à prática da prostituição. (15) Além disso, tens também alguns que, semelhantemente, seguem a doutrina dos nicolaítas. (16) Diante do exposto, arrepende-te! Caso contrário, logo virei contra ti e contra eles pelejarei com a espada da minha boca’. (17) Quem tem ouvidos, compreenda o que o Espírito revela às igrejas: 'Ao vencedor proporcionarei do maná escondido, bem como lhe darei uma pedra branca, e sobre essa pedra branca estará grafado um novo nome, o qual ninguém conhece, a não ser aquele que o recebe'.' (18) 'Ao anjo da igreja em Tiatira escreve: 'Assim declara o Filho de Deus, cujos olhos são como chama de fogo e os pés como bronze reluzente: (19) Conheço as tuas obras, o teu amor, a tua fé, o teu ministério, a tua perseverança, bem como sei que estais servindo muito mais agora do que no princípio. (20) No entanto, tenho contra ti o fato de que toleras Jezabel, aquela mulher que se diz profetisa, porém, com seus ensinos induz os meus servos à imoralidade sexual e a comerem alimentos sacrificados aos ídolos."(Bíblia King James Atualizada online)
Na Primeira Carta de João, o Apóstolo João escreveu: "(20) Da mesma forma, temos pleno conhecimento de que o Filho de Deus é vindo e nos tem concedido entendimento para reconhecermos o Verdadeiro. E nós estamos vivendo naquele que é o Verdadeiro, em seu Filho Jesus Cristo. Este é o verdadeiro Deus e a vida eterna. (21) Filhinhos, acautelai-vos com os falsos deuses!"(Bíblia King James Atualizada online).

### Visão católica
"Deus revelou-se a seu povo Israel, tornando conhecido o Seu Nome ... Deus tem Um Nome; Ele não é uma força anônima."— Catecismo da Igreja Católica - 203
A Igreja Católica ensina que o [seu] primeiro mandamento (segundo sua concepção, pois, em realidade, no conjunto e na ordem original bíblica e talmúldica, trata-se do segundo mandamento) proíbe honrar outros deuses além do Único Deus e Senhor que a Si Mesmo se  revelou, como está na introdução aos Dez Mandamentos: "Eu Sou Javé, o SENHOR, teu Deus, que te fez sair da terra do Egito, da casa da escravidão!". Por meio dos profetas, Javé Deus chama Israel e todas as nações a se voltarem para Ele, Único Deus: "(22) Olhai para Minha Pessoa e sede salvos vós; todos os limites da terra; porquanto Eu Sou Deus, e não há outro. (23) Por Mim Mesmo tenho jurado; d'A Minha Boca saiu o que é Justo e A Minha Palavra não tornará atrás. Diante de Mim se dobrará todo joelho, e jurará toda língua. (24) De mim se comentará: Tão somente em 'Javé' há Retidão, Justiça e Poder; até Ele virão e serão humilhados todos os que se revoltarem contra Ele. (25) Mas em Javé, O SENHOR, serão declarados justos todos os descendentes de Israel e n'Ele exultarão com grande júbilo!" (Isaías 45:22-24; ver, também, Filipenses 2:10-11).
Como a Identidade e o Caráter Transcendental de Javé Deus são descritos nas Escrituras como únicos, o ensinamento da Igreja Católica proscreve a superstição assim como a irreligião, e explica que o mandamento é rompido ou transgredido por ter-se imagens às quais O Poder Divino seja atribuído, bem como por divinizar qualquer coisa que não seja Javé, O Senhor Deus, Absoluto, Eterno, Único e Verdadeiro. "O homem comete idolatria sempre que honra e reverencia uma criatura n'O Lugar de Deus, sejam deuses ou demônios..., poder, prazer, raça, ancestrais, estado, dinheiro etc." O Catecismo elogia aqueles que se recusam a simular tal adoração em um contexto cultural e afirma que "o dever de oferecer a Javé Deus o Culto Autêntico diz respeito ao homem como ser individual e como ser social". O Catecismo da Igreja Católica observa que esse mandamento é lembrado muitas vezes ao longo da Bíblia Sagrada e cita passagens descrevendo as consequências temporais para aqueles que colocam a confiança em outro lugar que não seja Javé Deus:

"A Sagrada Escritura constantemente recorda essa rejeição de "ídolos, [de] prata e ouro, pois são feitura das mãos dos homens. Eles têm bocas, mas não falam; olhos, mas não vêem." Esses ídolos vazios deixam seus adoradores vazios: "Aqueles que os fazem são como eles; assim são todos os que neles confiam" (Salmo 115:4-5,8; ver, também, Isaías 44:9-20; Jeremias 10:1-16; Daniel 14:1-30). Javé Deus, no entanto, é O "Deus Vivo" (Josué 3:10; Salmo 42:3 etc.), que dá a vida e que intervém [sempre amorosa e construtivamente] na história humana."— Catecismo da Igreja Católica - 2112
Embora reconhecendo que Javé Deus comunica-se com as pessoas, incluindo os profetas, o Catecismo da Igreja Católica ensina que o [seu] primeiro mandamento proíbe a prática de todas as tentativas de domesticar os poderes ocultos como contraditório com a honra, respeito e medo amorosa que é devida somente a Deus. Tais práticas são proibidas mesmo se alguém tem alegadamente "bons" motivos, como a busca para restaurar a saúde de alguém, pois "o recurso às chamadas curas tradicionais não justifica, de forma alguma, que se lhes incluam a invocação de poderes do mal ou a exploração da credulidade do outro".

"Todas as formas de adivinhação devem ser rejeitadas: recorrer a Satanás ou a demônios; invocar os mortos ou outras práticas falsamente capazes de "desvendar" o futuro (ver Deuteronômio 18:10; Jeremias 29:8). Além disso, consultar horóscopos, astrologia, ler as mãos, interpretar presságios e outros, praticar clarividência, recorrer a médiuns — todas essas práticas escondem um desejo de deter poder sobre o tempo, a história e, em última análise, sobre outros seres humanos, assim como um desejo para conciliar poderes ocultos [, ofendendo a Soberania de Javé Deus)."— Catecismo da Igreja Católica - 2116
Irreligião, nas formas específicas de tentar a Javé Deus, sacrilégio e simonia, também é considerada violação desse mandamento. O Catecismo Católico afirma que os ateísmos são frequentemente baseados em uma "falsa concepção de autonomia humana" e todas as formas de ateísmo são vistas como violadoras do [seu] primeiro mandamento, em sua negação comum da existência de Deus Agnosticismos como um modo de vida é retratado como uma fuga preguiçosa da Questão Suprema da Existência de Deus, e como "quase sempre equivalente aos ateísmos práticos"

### Visão protestante
O Rev. G. Campbell Morgan enfatizou a importância do primeiro mandamento após ["o primeiro"...] O SENHOR Javé Deus ter-Se apresentado pel'O Nome, dizendo: "Há um significado profundo n'O Nome pel'O Qual Deus Se declara... Tomar [o mandamento] SEM a definição da Pessoa de Deus é roubar-l'HE Sua Soberania".
Morgan argumenta que todos têm "um centro, um motivo, uma razão, um santuário, uma divindade em algum lugar" para a qual sua energia e lealdade é dirigida. "O homem sempre necessita de um deus, um rei, um legislador - aquele que organiza o programa, pronuncia os mandamentos e exige obediência. Esse fato incontestável revela a gênese da idolatria". Ele argumenta ainda que "idolatria" não é definida por geografia ou cultura, mas pelo(s) objeto(s) de culto que não são Javé Deus, seja(m) espiritual(is) ou físico(s).
Martinho Lutero, Matthew Henry, João Calvino e João Wesley escrevem em seus respectivos comentários que, no mandamento de não haver outros deuses, Javé Deus está referindo a lealdade do coração. Na exposição de Lutero desse mandamento, ele explica:

"Idolatria consiste não apenas em erigir uma imagem e adorá-la, mas sim no coração, ao se deslumbrar com alguma outra [qualquer] coisa, e buscar ajuda e consolo de criaturas, santos ou demônios, e nem se importar com Javé Deus, O Deus Único, nem olhar para Ele como sendo soberana e suficientemente bom o bastante para n'Ele sempre crer e crer sempre que Ele sempre está disposto a ajudar, e, ainda, sequer crer que qualquer bem que possa experimentar venha, como efetivamente vem unicamente de Javé Deus."— Martinho Lutero
Como os escritores antigos e teólogos judeus (ver acima), Lutero considerou práticas ocultas ou mágicas estar em violação deste mandamento, explicando que aqueles que buscam o benefício por tais meios "fazem um pacto com o diabo, a fim de que ele lhes possa dar muito dinheiro ou ajudá-los em assuntos de amor, preservar seu gado, restaurar-lhes posses perdidas etc.. Para todos esses que colocam seu coração e confiança noutra coisa ou lugar que não Javé, O Único e Verdadeiro Deus, não procuram nada de bom para Ele nem o buscam d'Ele".
Como os escritores do Novo Testamento, Morgan reconheceu que o afastamento da adoração exclusiva de Javé Deus é frequentemente associado à imoralidade sexual decorrente: "É a homenagem do homem que, perdendo Javé, Seu Deus, adora no santuário de uma Vênus caída". Ele faz referência a Filipenses 3:18-19, para sustentar que a gula e a busca do prazer físico também são exemplos generalizados, embora não novos, de idolatria.
João Calvino relembra a advertência de Moisés ao povo de Israel:
"(9) Quando entrares na terra que Javé, teu Deus, te concede, não aprendas a imitar as abominações praticadas por aquelas nações. (10) Que entre o teu povo não se encontre alguém que queime seu filho ou filha, nem que faça presságio, oráculo, adivinhação ou qualquer tipo de magia, (11) ou que pratique encantamentos; nem que seja médium, consulte os espíritos ou invoque os mortos. (12) O SENHOR odeia quem pratica qualquer dessas abominações, e é justamente por causa desses pecados que Javé teu Deus vai expulsar aquelas nações em teu favor. (13) Portanto, permanece inculpável perante O SENHOR, teu Deus! (14) Eis que as nações que vais conquistar dão ouvidos a oráculos e videntes pagãos. Quanto a ti, isso não é permitido pel'O SENHOR, teu Deus. (15) Javé, teu Deus, suscitará Um Profeta como eu no meio de ti, dentre teus próprios irmãos; a ELE ouvireis! (16) Porquanto é o que tinhas rogado a Javé, teu Deus, em Horebe, no dia em que te reuniste, quando suplicaste em assembleia: 'Não posso continuar ouvindo a voz de Javé, meu Deus, nem vendo este Fogo Maravilhoso, senão morrerei!' (17) Então 'Javé' orientou-me: 'Eles falam a verdade!' (18) Portanto, Vou suscitar para eles um Profeta como tu, no meio dos seus próprios irmãos. Colocarei as Minhas Palavras em Sua Boca e ELE lhes comunicará tudo o que Eu lhes ordenar. (19) E será que qualquer pessoa que não ouvir As Minhas Palavras, que ELE falar em Meu Nome, Eu mesmo lhe pedirei contas. (20) Todavia, o profeta que ousar dizer em Meu Nome alguma palavra que não lhe ordenei, ou que falar em nome de outros deuses, terá de ser morto. (21) Talvez venhas a questionar em teu coração: 'Como vamos saber se tal palavra não é uma Palavra do SENHOR?' (22) Se o profeta fala em O Nome de Javé, mas a palavra não se cumpre, não se torna realidade, trata-se então de uma palavra falsa, que o SENHOR jamais pronunciou. Tal profeta falou com arrogância. Não o temas!"(Bíblia King James Atualizada online)
E observe que este mandamento foi dado apesar da abundante tentação de superstições nas culturas em torno deles e a falta de bons exemplos. Além disso, ele explica que não é suficiente que os seguidores de Javé Deus coloquem-n'O em primeiro lugar, enquanto [ainda continuam... e persistem] a dar [ainda que] menos respeito a outras superstições ou objetos de adoração.
"Sabemos que, quando os israelitas adoravam seus Baalins, eles não os substituíam no lugar de Javé Deus, a ponto de colocá-l'O de lado, e atribuir-lhes [aos outros] o poder supremo; no entanto (pela coexistência), essa foi uma intolerável abominação e, pois, profanação da adoração de Javé Deus"— João Calvino
No primeiro e no segundo de seus Quatre Sermons, Calvino também desencorajou os crentes em Cristo a simular atos religiosos que não são adoração d' O Deus Verdadeiro, Javé Deus, [apenas para]] evitar perseguições [aos cristãos]. Ele argumentou que o crescimento da igreja cristã foi baseado nas "sementes semeadas" por aqueles que estavam dispostos a morrer, se necessário, em lugar de adorar ou [sequer] parecer adorar falsos deuses, e que, sem essas pessoas, nunca teria havido a igreja cristã. Ele disse que se alguém faz escolhas para nada sofrer pel'A Palavra de Deus, muda Jesus Cristo à sua própria imagem: "Não será isso querer transformar Jesus Cristo para tê-l'O como nossa carne gostaria que Ele fosse?" Pierre Viret, teólogo reformado suíço e contemporâneo de João Calvino, apresentou argumentos semelhantes.
"Reformadores como Calvino e Viret nutriram essas decisões com consciência social: a escolha do comportamento tem graves repercussões, desde o mau exemplo levar outros ao mesmo pecado, provocando a ira de Deus sobre todos, causar dano físico aos outros até, por fim, minar os esforços dos mártires."— Shepardson
Nem Calvino nem Viret defendiam o imprudente martírio ou perturbação pública intencional, mas na medida do possível, fazer escolhas públicas com "modéstia cristã", recomendando até que deixar uma área (exílio auto-imposto) é às vezes a resposta mais realista à perseguição quando os recursos permitirem.